# Strašnov
Strašnov je obec v okrese Mladá Boleslav ve Středočeském kraji. Leží sedm kilometrů jižně od Mladé Boleslavi. Žije zde 303 obyvatel.

## Historie
První písemná zmínka o vesnici pochází z roku 1297, kdy byli zmíněni Ctibor, Odolen a Soběslav ze Strašnova. Ve čtrnáctém a patnáctém století byla vesnice rozdělena na několik částí. Jedna patřila ke Stránovu a další k Mladé Boleslavi. Jindřich z Michalovic roku 1450 zapsal majetek Vaňku Dluhošovi, který byl povinen sloužit se samostřílem majitelům boleslavského hradu, případně za sebe musel poslat panoše. Na přelomu patnáctého a šestnáctého století vesnici nebo její část vlastnili Vančurové z Řehnic jako součást svého krnského panství.

## Obyvatelstvo
| Rok            | 1869 | 1880 | 1890 | 1900 | 1910 | 1921 | 1930 | 1950 | 1961 | 1970 | 1980 | 1991 | 2001 | 2011 | 2021 |
| -------------- | ---- | ---- | ---- | ---- | ---- | ---- | ---- | ---- | ---- | ---- | ---- | ---- | ---- | ---- | ---- |
| Počet obyvatel | 229  | 258  | 271  | 253  | 268  | 254  | 284  | 219  | 199  | 156  | 167  | 203  | 246  | 267  | 303  |
| Počet domů     | 34   | 34   | 37   | 42   | 48   | 49   | 54   | 58   | 55   | 52   | 54   | 61   | 78   | 87   | 99   |

## Obecní správa

### Územněsprávní začlenění
Dějiny územněsprávního začleňování zahrnují období od roku 1850 do současnosti. V chronologickém přehledu je uvedena územně administrativní příslušnost obce v roce, kdy ke změně došlo:
- 1850 země česká, kraj Jičín, politický i soudní okres Mladá Boleslav;[9]
- 1855 země česká, kraj Mladá Boleslav, soudní okres Mladá Boleslav;[9]
- 1868 země česká, politický i soudní okres Mladá Boleslav;[9]
- 1939 země česká, Oberlandrat Jičín, politický i soudní okres Mladá Boleslav;[10]
- 1942 země česká, Oberlandrat Praha, politický i soudní okres Mladá Boleslav;[11]
- 1945 země česká, správní i soudní okres Mladá Boleslav;[12]
- 1949 Pražský kraj, okres Mladá Boleslav;[13]
- 1960 Středočeský kraj, okres Mladá Boleslav.[14]

### Obecní symboly
Znak a vlajka byly obci uděleny rozhodnutím předsedkyně Poslanecké sněmovny Parlamentu České republiky dne 12. dubna 2024.

## Sport
V obci působí fotbalový oddíl SK Strašnov.

## Doprava
Do obce vedou silnice III. třídy. Po hranici území obce vedou dálnice D10 Praha – Mladá Boleslav – Turnov a silnice II/610 Praha – Brandýs nad Labem-Stará Boleslav – Benátky nad Jizerou – Mladá Boleslav – Turnov. Železniční trať ani stanice na území obce nejsou. Nejblíže obci je železniční stanice Dobrovice ve vzdálenosti čtyř kilometrů ležící na trati Nymburk – Mladá Boleslav.
V obci měly zastávku v červnu 2011 autobusové linky jedoucí do těchto cílů: Benátky nad Jizerou, Chotětov, Mladá Boleslav, Praha (dopravce TRANSCENTRUM bus).

## Pamětihodnosti
Západně od vesnice stávala tvrz obklopená vodním příkopem. Podle lidové tradice se tvrziště jmenuje Ryskvice. Název má připomínat švédského generála, který měl být na tvrzišti pohřben během třicetileté války.